# O Lobo de Wall Street
The Wolf of Wall Street (bra/prt: O Lobo de Wall Street) é um filme estadunidense de 2013, do gênero comédia dramático-biográfico-policial, dirigido por Martin Scorsese, com roteiro de Terence Winter baseado nas memórias de Jordan Belfort, The Wolf of Wall Street.

## Enredo
Em 1987, Jordan Belfort (Leonardo DiCaprio) torna-se um corretor de ações em uma empresa estabelecida em Wall Street. Seu chefe, Mark Hanna (Matthew McConaughey) recomenda-lhe que adote um estilo de vida cheio de drogas e prostitutas, a fim de ter sucesso. Ele passa no Exame Série 7 e ganha sua licença de corretor, e em seu primeiro dia como corretor, a empresa quebra após a segunda-feira negra.
Sem opção no mercado de trabalho para corretores, Belfort considera uma outra carreira, mas sua esposa Teresa Petrillo (Cristin Milioti) encontra um anúncio para corretor, na sala da caldeira de Long Island, que trata de ações. Aqui, o seu estilo de venda agressivo logo lhe rende uma fortuna. Ele faz amizade com Donnie Azoff (Jonah Hill), um vendedor que mora no mesmo complexo de apartamentos que Belfort, e eles decidiram abrir a sua própria empresa em conjunto, recrutando vários amigos de Belfort (todos os traficantes de maconha experientes) e alguns colegas de trabalho do Centro de Investidores para se juntar a eles. A empresa, Stratton Oakmont, logo torna-se uma empresa de bilhões de dólares, e Belfort traz seus pais, os contabilistas "Mad" Max (Rob Reiner) e Leah Belfort (Christine Ebersole), para lidar com suas finanças.
Belfort financia festas suntuosas para seus empregados. Ele começa traindo sua esposa com várias prostitutas, e se torna viciado em cocaína e methaqualones. Agente Patrick Denham do FBI (Kyle Chandler) começa a investigar Belfort e a empresa. Em uma de suas festas, ele conhece Naomi LaPaglia (Margot Robbie) e começa um caso com ela o que leva a sua esposa se divorciar dele. Belfort se apaixona e pede a mão de LaPaglia. Eles se casaram e, alguns meses mais tarde, têm uma filha, Skylar.
A investigação do FBI continua, com a ajuda da Comissão de Títulos e Câmbio dos Estados Unidos. Belfort abre uma conta bancária na Suíça, com Jean-Jacques Saurel (Jean Dujardin) no nome da tia de Naomi, Emma (Joanna Lumley). Ela e outros não-americanos regularmentados em Genebra levam o dinheiro para o depósito, ajudando a lavagem de dinheiro de capitais de fraudes de títulos de Belfort Stratton. O esquema é quase exposto por um incidente em que Azoff entra em uma briga com Brad Bodnick (Jon Bernthal), um traficante de drogas e amigo de Belfort de que tem vindo a ajudar na transferência de dinheiro para a Suíça.
Após Bodnick ser preso, Azoff decide tomar o extremamente poderoso "Lemmon" Methaqualones com Belfort, em uma tentativa de dar a notícia a ele. Os dois tomam os comprimidos e assistem o programa Family Matters, sem efeito. Belfort logo recebe um telefonema de seu advogado, que o aconselha a chamá-lo em um telefone público. Belfort vai para um clube de campo local e fala com seu advogado em um telefone público, que lhe diz que o telefone de sua casa está grampeado. Os methaqualone começam então a fazer efeito, afetando severamente, Belfort, que vai para casa e encontra Azoff falando ao telefone sobre o dinheiro lavado, antes de comer presunto e quase sufocando até à morte. Belfort neutraliza os efeitos dos methaqualones com uma enorme quantidade de cocaína, e em seguida, efetua uma reanimação cardiorrespiratória em Azoff, salvando-o.
Belfort e Azoff levam suas esposas em uma viagem de iate para a Itália, onde eles ficam sabendo que Emma morreu de um ataque cardíaco. Ao longo de luto objeções da esposa, Belfort manda o barco para Mônaco para que eles possam parar na Suíça no caminho para o funeral e liquidar a conta bancária, mas é virado por uma violenta tempestade. Após seu resgate, envia um avião para levá-los para Genebra que explode em pleno ar imediatamente antes da aterragem. Belfort considera este um sinal de Deus e decidir ficar sóbrio.
Dois anos mais tarde, Denham prende Belfort durante as filmagens de um infomercial. Saurel, preso na Flórida devido a um outro esquema, conta tudo ao FBI. Desde que o caso contra ele é extremamente esmagador, Belfort concorda em usar um fio para reunir provas contra os seus colegas. Ele desliza uma nota alertando Azoff deste durante uma conversa.
Otimista acerca suas chances de sentença, ele faz tentativas de reconciliar-se com Naomi. Em vez disso, ela diz que quer o divórcio, provocando um confronto violento em que tenta fugir com Skylar. Na manhã seguinte, Denham prende-o já que obtivera a nota que Belfort passou para Azoff. Desta vez Belfort diz tudo ao FBI, levando a mais de 20 prisões no ataque que se seguiu em Stratton.
Belfort é condenado a três anos de prisão. Ele serve seu tempo em uma instalação de segurança mínima, em Nevada, assim como Wall Street, "tudo está à venda". No final do filme, ele está ensinando técnicas de vendas em um seminário na Nova Zelândia.

## Elenco
- Leonardo DiCaprio como Jordan Belfort[6][7]
- Jonah Hill como Donnie Azoff (baseado em Danny Porush)[8]
- Margot Robbie como Naomi Lapaglia[9][10]
- Matthew McConaughey como Mark Hanna[11]
- Kyle Chandler como Patrick Denham
- Rob Reiner como Max Belfort[12][13]
- Jon Bernthal como Brad Bodnick[14]
- Jon Favreau como Manny Riskin
- Jean Dujardin como Jean-Jacques Saurel[15]
- Cristin Milioti como Teresa Petrillo[16]
- Christine Ebersole como Leah Belfort
- Shea Whigham como Capitão Ted Beecham
- Jake Hoffman como Steve Madden
- Katarina Čas como Chantalle Bodnick
- P. J. Byrne como Nicky "Rugrat" Koskoff
- Kenneth Choi como Chester Ming[17]
- Joanna Lumley como Tia Emma
- Spike Jonze como Dwayne
- Brian Sacca como Robbie Feinberg
- Ethan Suplee como Toby Welch
- Martin Klebba como Frank Berry
- Madison McKinley como Heidi[18][19]
- Barry Rothbart como Peter Diblasio
- Bo Dietl como ele mesmo
- Aya Cash como Janet
- Rizwan Manji como Kalil
- J.C. Mackenzie como Lucas Solomon
- Ashlie Atkinson como Rochelle Applebaum
- Stephen Kunken como Jerry Fogel
- Jordan Belfort como anfitrião da Auckland Straight Line
- Edward Hermann como narrador comercial de Stratton Oakmont
- Ted Griffin como Agente Hughes
- Fran Lebowitz como Juiza Samantha Stogel
- Robert Clohessy como Nolan Drager
- Sandra Nelson como Aliyah Farran
- Welker White como garçonete
- Aaron Lazar como Blair Hollingsworth
- Steve Witting como SEC attorney
- Donnie Keshawarz como Stratton Oakmont Broker
- Chris Riggi como Party Broker
- Sharon Jones como uma cantora de casamentos
- Zineb Oukach como a anfitriã Naomi
- Ashley Springer como candidato a emprego
- Peter Youngblood Hills como um membro da audiência
- Yves Vieira como John Grey

## Produção

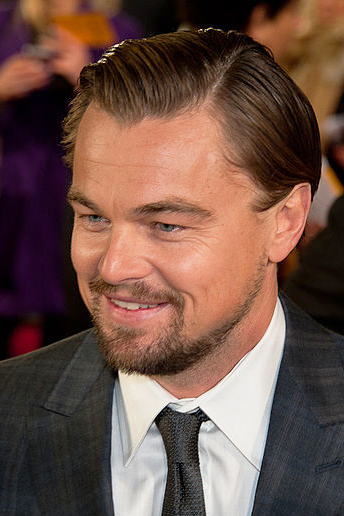
Leonardo DiCaprio na estreia de O Lobo de Wall Street em Londres, 2014.

### Desenvolvimento
Em 2007, Leonardo DiCaprio ganhou uma guerra de ofertas contra Brad Pitt pelos direitos autorias sobre o livro autobiográfico de Jordan Belfort, O Lobo de Wall Street. Durante a pré-produção, Scorsese trabalhou no roteiro do filme antes de trabalhar em Shutter Island. Ele descreve ter "desperdiçado cinco meses de [sua] vida" sem que o estúdio Warner Bros lhe desse certeza que a produção seguiria em frente.
Em 2010, a Warner ofereceu a  direção do projeto a Ridley Scott, com Leonardo DiCaprio já definido no papel principal masculino.  Warner Bros. finalmente largou o projeto.
Em 2012, uma luz verde foi dada pela empresa independente Red Granite Pictures. Scorsese voltou a bordo sabendo que não havia limites para o conteúdo que iria produzir, tal como está, o filme tem uma difícil classificação R (restrito).
No filme a maioria dos nomes dos personagens da vida real originalmente em livro de memórias de Belfort foram alterados. Donnie Azoff é baseado em Danny Porush, o agente do FBI conhecido como Patrick Denham é o substituto para a vida real Gregory Coleman; e advogado Manny Riskin é baseado em Ira Lee Sorkin. A primeira esposa de Belfort, Denise Lombardo, é re-nomeada Teresa Petrillo, enquanto que a segunda esposa Nadine Caridi tornou-se na tela Naomi LaPaglia. Em contraste, o nome de Mark Hanna continua a ser o mesmo que o corretor LF Rothschild que, como Belfort, foi condenado por fraude e cumpriu pena na prisão.

### Filmagem
Fotografia principal começou em 8 de agosto de 2012 em Nova York. Jonah Hill anunciou que o seu primeiro dia de filmagem foi 4 de setembro de 2012. Também foi relatado que as filmagens tiveram lugar em Closter, Nova Jérsei e Harrison, Nova Iorque. Em janeiro de 2013, cenas adicionais foram filmadas em um set construído em um prédio de escritórios abandonado em Ardsley, Nova York.
Editora de longa data de Scorsese, Thelma Schoonmaker, afirmou que o filme seria filmado digitalmente em vez de película cinematográfica. Scorsese, que tinha sido um defensor de filmar em película, decidiu filmar Hugo digitalmente porque estava sendo fotografado em 3D, no entanto, O Lobo de Wall Street foi originalmente planejado para ser filmado digitalmente apesar de ter sido filmado em 2D. Schoonmaker expressou sua decepção com a decisão, dizendo: "Parece que nós perdemos a batalha. Acho que Marty apenas sente que é, infelizmente, acabou, e não houve maior campeão do filme do que ele." No entanto, após extensos testes de comparação durante a pré-produção, eventualmente, a maioria foi filmado em película, enquanto cenas que utilizaram efeitos de tela verde ou pouca luz foram filmadas com a Arri Alexa. O filme contém 400-450 cenas de efeitos especiais em VFX.

## Lançamento

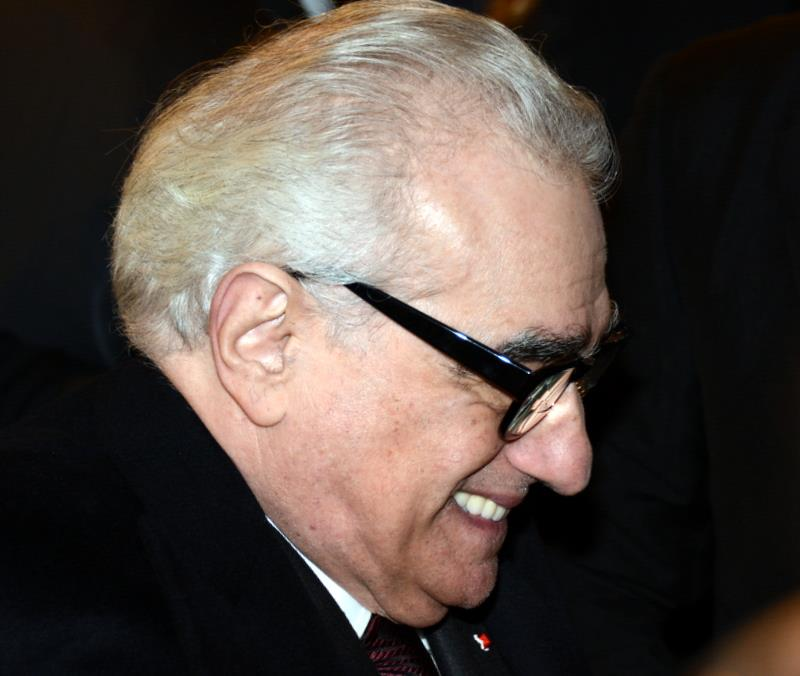
Diretor Martin Scorsese na premiere do filme em Paris, em dezembro de 2013.

O Lobo de Wall Street foi lançado em 25 de dezembro de 2013. Foi anteriormente programado para ser lançado em 15 de novembro de 2013, mas a data foi adiada após cortes no filme terem sido desejados, a fim de reduzir o tempo de execução. Em 22 de outubro de 2013 foi relatado que ele foi criado para um lançamento de Natal de 2013. Paramount confirmou oficialmente a data de lançamento o dia de Natal 2013 em 29 de outubro de 2013, com uma duração de 165 minutos. No entanto, em 25 de novembro de 2013, o comprimento foi anunciado para ser 179 minutos. Foi oficialmente classificado como impróprio para "sequências de forte conteúdo sexual, nudez, uso de drogas e linguagem em toda parte, e por alguma violência". Scorsese tinha de editar o conteúdo sexual e nudez para evitar uma classificação NC-17, proibido para menores de 17 anos. O filme contém também 506 usos da palavra "Foda-se" e agora detém o recorde de mais usos da palavra em um filme de ficção. No Brasil, a Paris Filmes comprou os direitos de distribuição do filme.

### Promoção
O primeiro trailer do filme foi lançado em 17 de junho de 2013 com a canção "Black Skinhead" de Kanye West. Um novo trailer foi lançado em 29 de outubro de 2013. As canções em destaque no segundo trailer são "Meth Lab Zoso Sticker" de 7Horse e "Hang You from the Heavens" de The Dead Weather.

## Recepção

### Crítica
O Lobo de Wall Street recebeu críticas positivas. No Rotten Tomatoes, o filme tem uma classificação de 79%, com uma pontuação média de 7.8/10, com base em 284 opiniões. Estados de consenso do site: "Engraçado, auto-referenciais, e irreverentes para uma falha, O Lobo de Wall Street encontra Martin Scorsese e Leonardo DiCaprio na sua mais contagiante dinâmica". O filme tem uma pontuação de 75/100 no Metacritic, indicando "avaliações favoráveis", baseado em 47 críticas. Peter Travers da revista Rolling Stone nomeou O Lobo de Wall Street como o terceiro melhor filme de 2013, atrás de 12 Years a Slave e Gravidade em números um e dois. O filme foi escolhido como um dos dez melhores filmes do ano pelo American Film Institute, bem como pelo National Board of Review.
No entanto, de acordo com Dana Stevens, um membro da New York Film Critics Circle, o filme não funcionou para ela e não foi um fator para eles em qualquer categoria do prêmio. De acordo com Marshall Belas do The Huffington Post o filme "quer que sejamos interessados em personagens que são pessoas sem graça para começar, mais maçante feitas por seus delírios de ser interessante, porque eles são ricos." Além disso, CinemaScore dá ao filme uma classificação de C em um A + em escala F, uma classificação notoriamente baixa para o site.
Alguns críticos viram o filme como uma glorificação irresponsável, em vez de uma queda satírica que Leonardo DiCaprio defende dizendo que o filme não glorifica o estilo de vida excessivo que retrata.
A organização dos direitos dos animais PETA criticou o filme pela inclusão de um chimpanzé de propriedade da família Rosaire, que "é notório por operar um circo itinerante que obriga os chimpanzés para executar atos cruéis e não naturais."
O jornal do Reino Unido The Guardian informou, em 3 janeiro de 2014, que o filme detém o recorde de uso do palavrão "Foda-se". Ele contém 506 ocorrências da palavra, que é "mais 71 declarações que o recordista anterior não-documentário", Summer of Sam, de Spike Lee

### Público
O Lobo de Wall Street polarizou audiências. A partir de 2 de janeiro de 2014, o filme como um índice de aprovação de público de 75% no Rotten Tomatoes. No entanto, o filme recebeu uma classificação "C" do público em CinemaScore. The Los Angeles Times argumenta que o marketing do filme atraiu espectadores conservadores com a moral elevada que o conflito com a moral retratado no filme. Outros criticaram o filme por seu insuficientemente modo de retratar as vítimas de tais crimes.

### Prêmios e indicações
| Prêmio             | Categoria                         | Recipiente        | Resultado |
| ------------------ | --------------------------------- | ----------------- | --------- |
| Oscar 2014         | Melhor direção                    | Martin Scorsese   | Indicado  |
| Oscar 2014         | Melhor filme                      |                   | Indicado  |
| Oscar 2014         | Melhor ator                       | Leonardo DiCaprio | Indicado  |
| Oscar 2014         | Melhor ator coadjuvante           | Jonah Hill        | Indicado  |
| Oscar 2014         | Melhor roteiro adaptado           | Terence Winter    | Indicado  |
| Globo de Ouro 2014 | Melhor ator - comédia ou musical  | Leonardo DiCaprio | Venceu    |
| Globo de Ouro 2014 | Melhor filme - comédia ou musical |                   | Indicado  |